# Религия в Кении

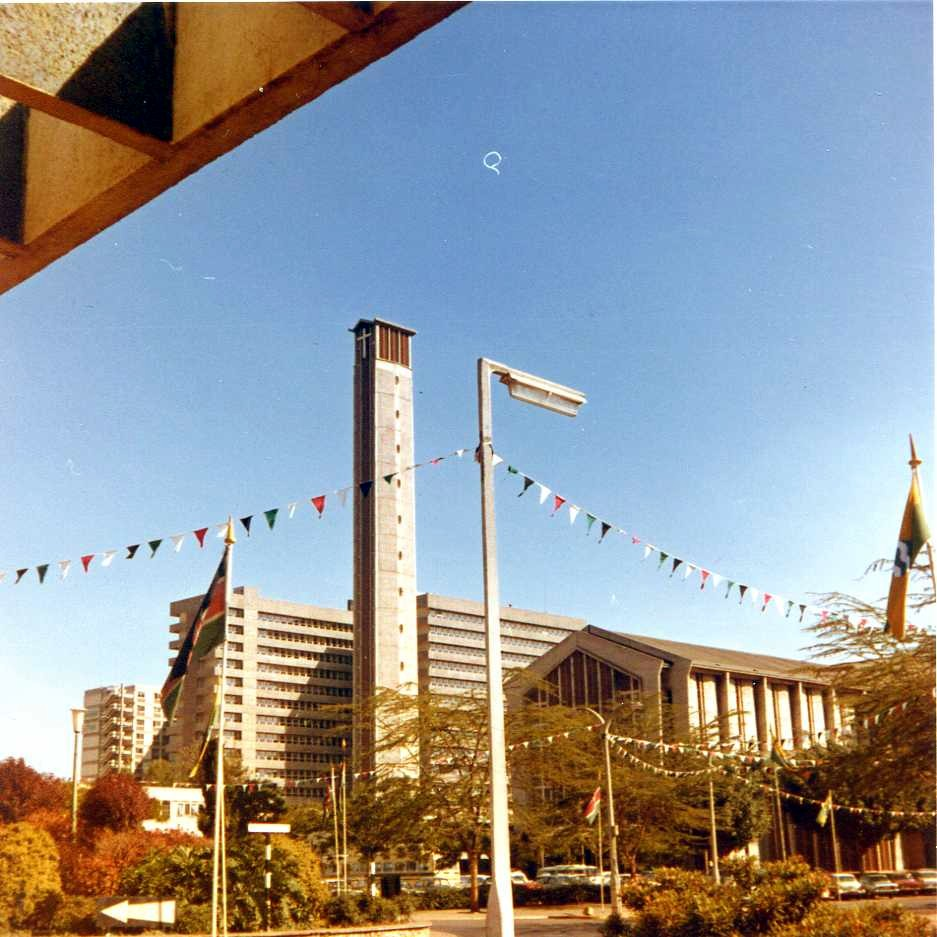
Христианская церковь в Найроби

Республика Кения — государство, провозглашающее свободу совести и религий (статья 32 Конституции страны). При этом, преамбула конституции, принятой в 2010 году, подтверждает «превосходство Всемогущего Бога» и заканчивается призывом: «Боже, благослови Кению». При вступлении в должность президент страны, верховный судья, член парламента и некоторые другие высшие чиновники обязаны произнести клятву, которая заканчивается словами: «И да поможет мне Бог». Государственный гимн Кении начинается словами «О, Боже всего творения, благослови нашу землю и нацию».
Большинство жителей Кении являются христианами (82 % — 85 % населения).

## Христианство

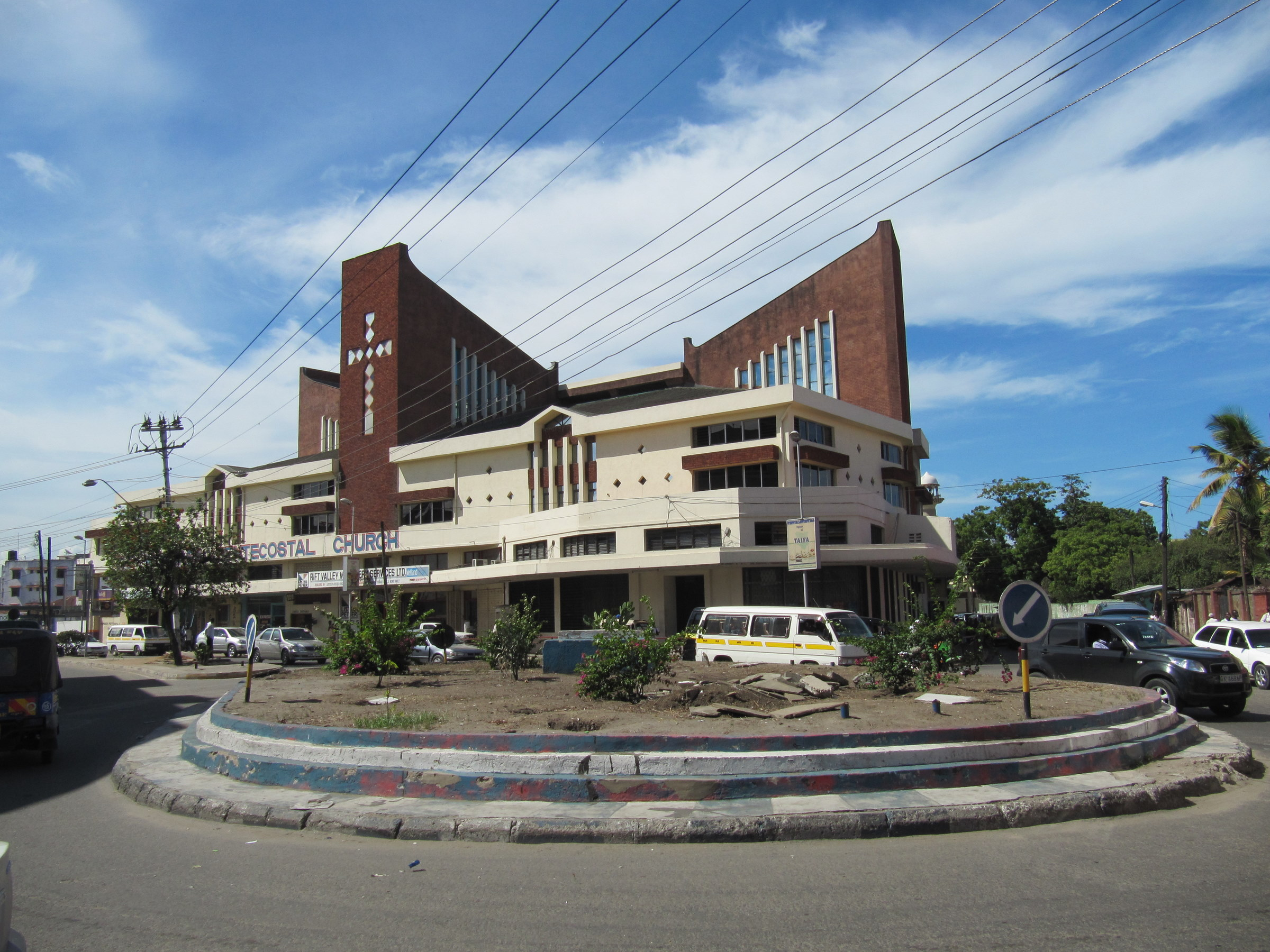
Пятидесятническая церковь в Момбасе

Первые христиане (португальцы) прибыли на территорию Кении в конце XV века. В течение двух последующих столетий в стране действовали католические миссии, которые были изгнаны с приходом арабов. Христианская проповедь вновь началась в Кении лишь в 1844 году с приходом Иоганна Людвига Крапфа (1810—1881), миссионера англиканского Церковного миссионерского общества. Римско-католическая церковь начала работу в Кении заново в 1863 году; в XIX веке в стране также начинают миссию методисты, пресвитериане и евангельские христиане из Африканской внутренней миссии. До начала первой мировой войны к ним присоединяются квакеры и адвентисты. В 1918 году недалеко от Кисуму начинают служение пятидесятники; в 1956 году — баптисты.
Кения входит в список стран, христианизированных в XX веке. В 1900 году доля христиан в Кении составляла 0,2 %; в 1970 — 52 %; в 2000 — 75 %. Христианами являются большинство ганда, гусии, камба, кикуйю, куриа, лухья, масаба, суба, тавета, тесо, теусо, хуту, чагга, эмбу, почти все народы группы луо и миджикенда, а также большинство народов календжин и меру. Христианство исповедуют также живущие в стране американцы, британцы, французы и цветные.
В настоящее время крупнейшими христианскими конфессиями Кении являются католики (8,97 млн) и пятидесятники (7,6 млн). От одного до трёх миллионов прихожан имеют общины англикан, евангельских христиан, пресвитериан, адвентистов, баптистов, Новоапостольской церкви и африканских независимых церквей. Православная община Кении (650 тыс.) является крупнейшей православной церковью в Африке.
В Найроби располагается основанная в 1963 году Всеафриканская конференция церквей, объединяющая более 200 религиозных организаций Африки. В Кении так же работает Организация африканских институциональных церквей со штаб-квартирой в Найроби, которая является членом Всемирного совета церквей.

## Ислам

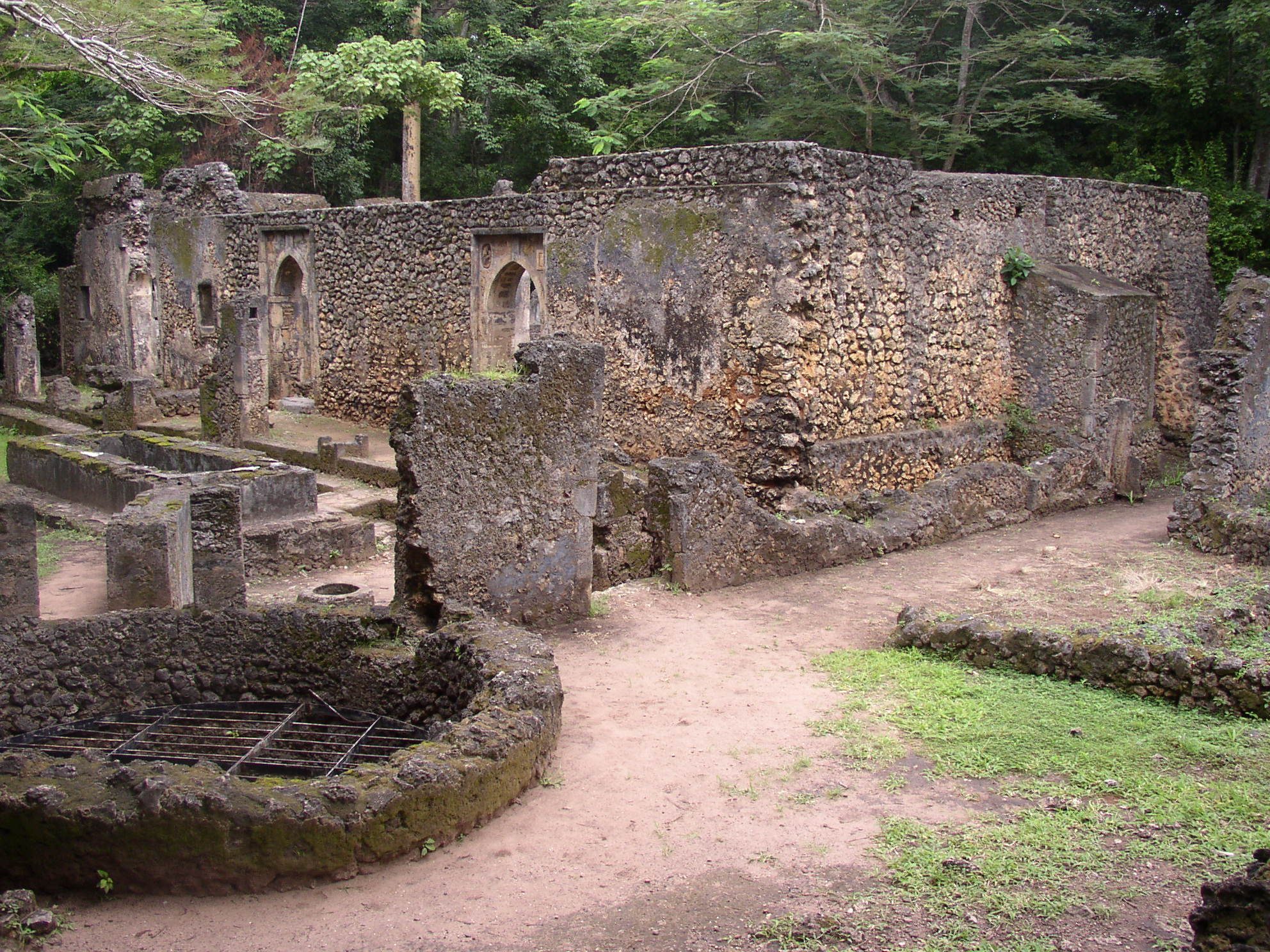
Развалины «Великой мечети» в Геде

Начиная с VII века различные группы с Аравийского полуострова формируют поселения вдоль побережья восточной Африки. С X века ислам начинает распространяться среди африканского населения, благодаря смешанным бракам, приведшим к созданию суахили. Община мусульман увеличилась за счёт индийских и пакистанских переселенцев.
В 2010 году мусульмане в Кении составляли 7 % — 8 % населения этой страны. По прежнему, большинство из них проживает в прибрежных и северных районах страны. По этнической принадлежности это арабы, бенгальцы, бони, диго (народ из группы миджикенда), маконде, нубийцы, орма, оромо, сомалийцы, суахилийцы и покомо.
Большинство кенийских мусульман — сунниты шафиитского мазхаба. Среди части арабов, индийцев и пакистанцев есть ханафиты, среди арабов — небольшое число сторонников маликитской правовой школы. Влиятельны суфийские ордена — кадырия, шадилийя и идрисийя. Часть оромо — сторонники ордена тиджания.
Шиитов в Кении немного, подавляющее большинство из них — неафриканцы, проживающие в Найроби и Момбасе. Среди живущих в Кении гуджаратцев есть мусталиты; среди пакистанских и индийских переселенцев есть низариты. Небольшую общину образуют имамиты (пакистанцы).
Большую миссионерскую деятельность ведёт Ахмадийская мусульманская община.

## Местные верования
Доля сторонников местных африканских верований неуклонно снижалась в XX веке. В 1900 году они составляли 96 % населения Кении, в 1940-х годах — 60 %; в 1970 — 30 %. В 2010 году в Кении проживало 3,6 млн сторонников африканских культов, которые составляли 8,9 % населения.
Местных верований придерживается большинство дахало, камус, консо, омотик, рендилле и эль-моло. Значительную часть (от 40 % до 60 %) анимисты составляют среди масаи, мбере, самбуру, таита, туркана; а также среди народов группы календжин (мараквет, окейк и покот), народов группы меру (мвимби, тхарака и чука) и народов группы миджикенда (джибана, каума, камбе, рабаи, рибе и чоньи). Остальная часть этих народов исповедует христианство.

## Индуизм

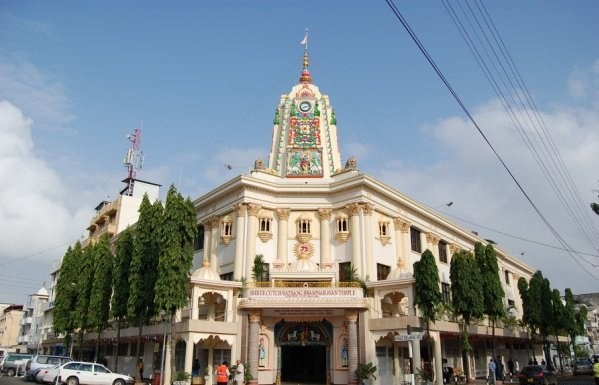
Индуистский храм сваминараян в Момбасе

В 1886 году для строительства железной дороги британское правительство привезло в страну значительное число рабочих из Индии (преимущественно из Гуджарата и Раджастхана). После окончания строительства большинство индийцев вернулись на родину, однако часть из них осталась в Кении и вызвала в Африку свои семьи.
В 1963 году в Момбасе и Найробе начали действовать кришнаитские общины. Кришнаитским миссионерам удалось обратить в свою религию несколько сот африканцев. В Кении действует также ряд других неоиндуистских религиозных движений — Брахма Кумарис, Арья-самадж, Сахаджа-йога; последователи Сатья Саи Бабы и Ошо.
В 2010 году численность сторонников всех индуистских течений оценивалась в 200 тыс. верующих. Индуизм исповедуют большинство синдхи, малаяли, тамильцы; примерно половина гуджаратцев и четверть пенджабцев.

## Иудаизм
В 1903 году британское правительство предложило еврейскому сионистскому движению т. н. Угандийскую программу, предусматривающую создание на территории современной Кении еврейского государства. В рамках этой программы в Найроби переселилось несколько еврейских семей; в 1913 году здесь была открыта первая синагога. В годы второй мировой войны в Кению бежали евреи из стран Европы. После войны, в результате эмиграции в Израиль число евреев заметно снизилось. В 2010 году иудейская община страны насчитывала, по разным оценкам, от 400 до 2400 верующих. В Найроби действует синагога и еврейская религиозная конгрегация.

## Другие группы

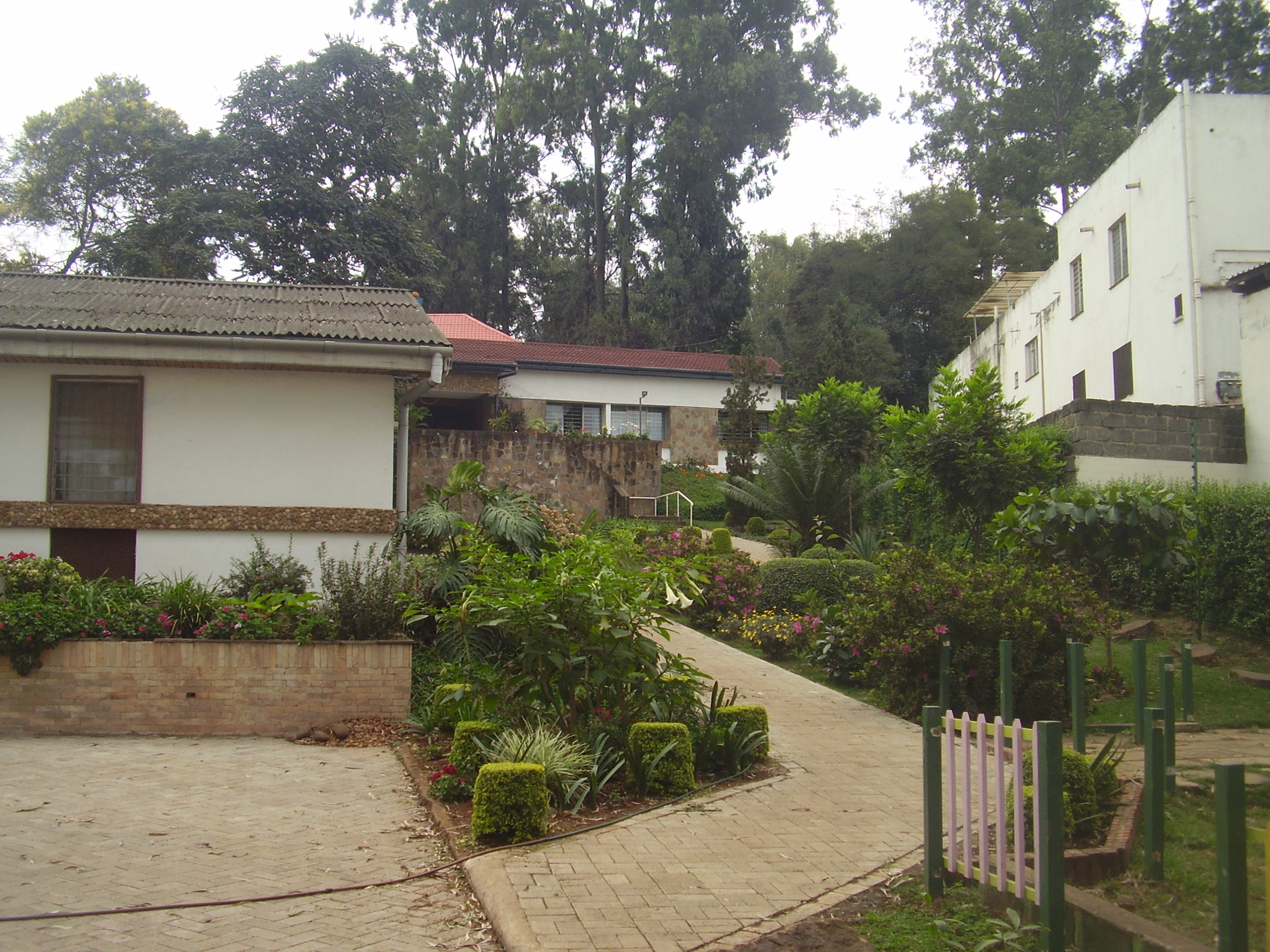
Центр бахаи в Найроби

В 1945 году в Кению переселилась первая последовательница веры бахаи. К 1964 году в стране было учреждено Национальное духовное собрание бахаи. В настоящий момент по числу бахаистов (429 тыс.) Кения уступает лишь Индии и США; значительное число бахаи в прошлом были мусульманами.
Среди живущих в Кении индийских народов (в первую очередь пенджабцев и гуджаратцев) можно встретить сикхов (35 тыс.) и джайнов (76 тыс.).
Небольшая группа парсов (700 человек) исповедует зороастризм. В 1993 году тибетский лама прибыл в Найроби и сформировал в городе буддистское общество; в 2010 году в Кении было уже 350 буддистов. Из Индии в Кению пришло учение теософского общества. Среди проживающих в Кении китайцев есть сторонники китайских народных религий.
По оценкам «Энциклопедии религий» 40 тыс. кенийцев являются агностиками, ещё 1 тыс. — атеистами.